# Juan Antonio Guerrero Alves
Juan Antonio Guerrero Alves, S.J. (Mérida, 20 de abril de 1959) é um presbítero da Igreja Católica espanhol, prefeito emérito da Secretaria para a Economia.

## Biografia
Juan Antonio Guerrero Alves nasceu em 20 de abril de 1959 em Mérida, o segundo de quatro irmãos. Após ingressar na universidade para estudar Economia seguindo a carreira do pai, empresário, ingressou no noviciado da Companhia de Jesus em 1979. Foi ordenado sacerdote em 30 de maio de 1992. Formou-se em economia pela Universidade Autônoma de Madrid em 1986 e em filosofia e letras pela mesma universidade em 1993. Estudou teologia em Belo Horizonte e Lyon, e obteve o diploma de bacharel em teologia pela Universidade Pontifícia Comillas em 1994. Ele estudou filosofia política no Boston College entre 1998 e 1999.
Ele foi professor de filosofia social e política na Universidade Pontifícia Comillas de 1994 a 1997 e de 1999 a 2003. Suas publicações acadêmicas incluem muitos artigos sobre filosofia social e política e também sobre espiritualidade inaciana. Para os jesuítas, ele foi mestre de noviços na Espanha de 2003 a 2008, superior provincial da província de Castela de 2008 a 2014, tesoureiro da Companhia de Jesus em Moçambique de 2015 a 2017 e diretor da escola secundária Santo Inácio de Loyola em Tete, Moçambique, no período 2016-2017. Em 2017, ele serviu como delegado do superior geral em Roma para casas e obras interprovinciais e como conselheiro geral da Companhia de Jesus, onde tinha responsabilidades administrativas e orçamentárias para a Pontifícia Universidade Gregoriana, Pontifício Instituto Bíblico, Pontifício Instituto Oriental, Observatório do Vaticano, Rádio Vaticana e algumas residências estudantis e pensões. Ele dirigiu vários retiros, incluindo um para os bispos da Espanha em janeiro de 2019.
Em 14 de novembro de 2019, o Papa Francisco o nomeou prefeito da Secretaria para a Economia, a partir de 1 de janeiro de 2020. Embora quando o Papa Francisco criou esse cargo, ele estabeleceu que deveria ser preenchido por um cardeal e, portanto, normalmente alguém com ordenação episcopal, concordou em permitir que Guerrero Alves permanecesse sacerdote para que ele pudesse retornar às funções normais como um jesuíta quando seu serviço na Cúria terminasse.
Teve sua renúncia aceita pelo Papa Francisco em 30 de novembro de 2022, onde alegou razões pessoais. Francisco escreveu que "o Padre Guerrero conseguiu acertar na economia, foi um trabalho árduo e exigente que deu tantos frutos."
Padre Guerrero enviou uma carta aos funcionários e colaboradores, na qual explicou as razões de sua decisão: "Vós tendes conhecimento de que me submeti a uma cirurgia durante este ano, em consequência da qual estou passando por um tratamento médico que está produzindo alguns efeitos colaterais que me dificultam particularmente o cumprimento de uma tarefa tão exigente como a que estou realizando e que requer uma eficiência física e uma concentração mental melhores do que as que tenho no momento".